# Robert Hugh Benson

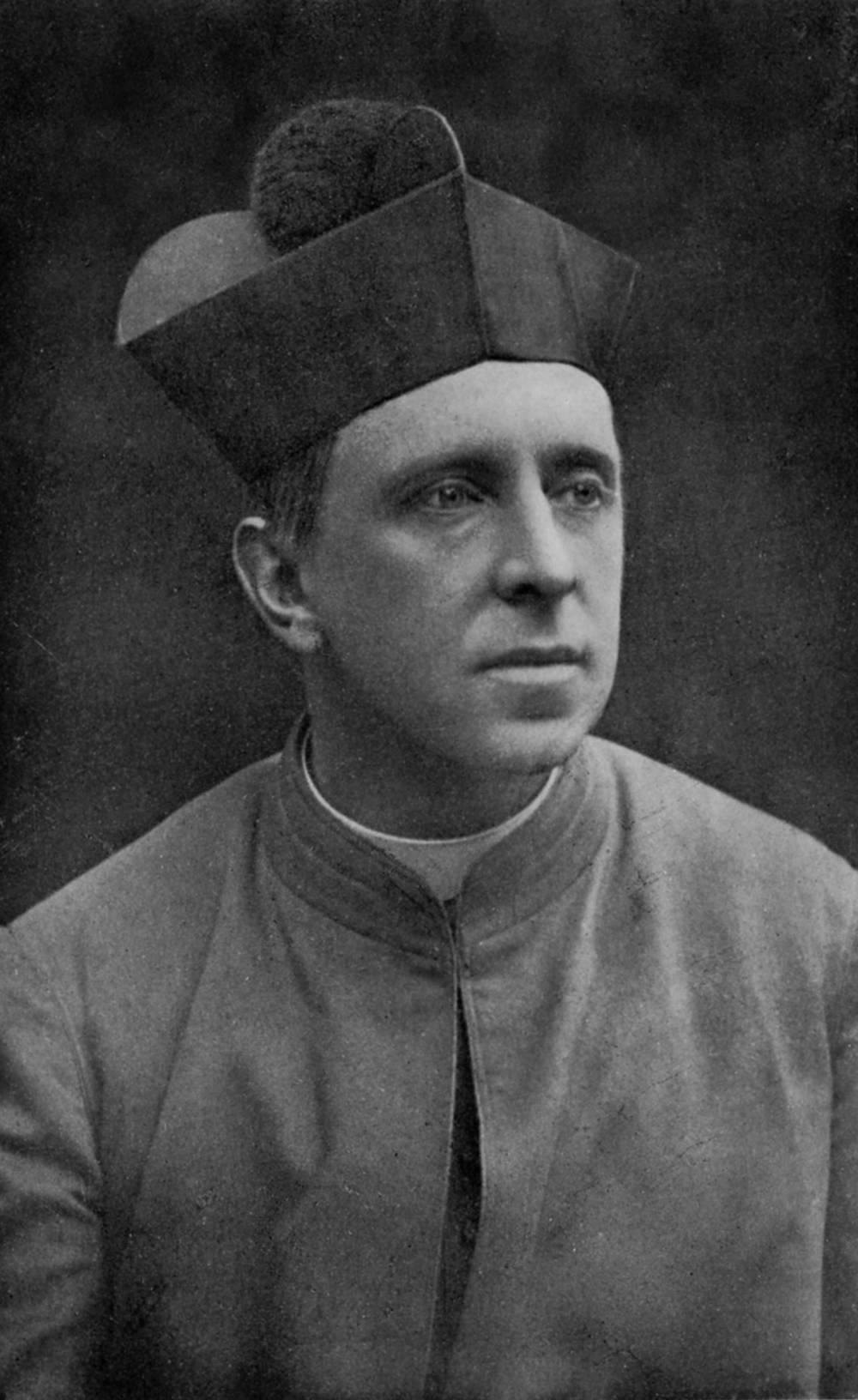
R.H. Benson (1912)

Robert Hugh Benson (ur. 16 listopada 1871, zm. 19 października 1914) – brytyjski duchowny anglikański, a następnie katolicki.
Najmłodszy z synów Edwarda White’a Bensona, arcybiskupa Canterbury, młodszy brat Edwarda Frederica i Arthura Christophera. Studiował w Trinity College na Uniwersytecie Cambridge. W 1895 ordynowany przez własnego ojca na kapłana anglikańskiego. Jego stopniowy rozwój duchowy doprowadził do zbliżenia z Kościołem katolickim, a później do ponownego wyświęcenia w wyznaniu rzymskokatolickim w dniu 11 września 1903. Był autorem dużej liczby dzieł teologicznych oraz powieści. Jego wydana w 1908 powieść Władca Świata przedstawiała obraz przyszłego świata, w którym chrześcijańska wizja świata została wyparta przez idee tzw. humanitaryzmu i komunizmu. Walerian Meysztowicz zwracał uwagę na trafność powieści, którą czytał podczas wojny 1921 roku, z egzemplarza uratowanego ze zniszczonej przez bolszewików biblioteki Brochockich w Wereskowie. W 1951 wszystkie jego utwory zostały wycofane z polskich bibliotek oraz objęte cenzurą.